# Душан Гавела
Душан Гавела (Београд, 18. април 1939 — Беч, 30. јун 1999) био је српски сликар, графичар, илустратор и карикатуриста.

## Биографија
Студирао је на Академији ликовних уметности у Београду у класи Љубице „Цуце“ Сокић. Академију је завршио 1967. године. Од 1963. до 1964. године је студирао у Француској у Школи лепих уметности (École des Beaux-Arts). Након завршетка студија, од 1967. до 1969. живео је у Француској. Био је професор на Вишој школи ликовних и примењених уметности у Београду (данас Висока школа ликовних и примењених уметности у Београду). Био је члан Удружења ликовних уметника Србије (од 1971. године) и Удружења ликовних уметника примењених уметности и дизајнера Србије (од 1979. године). Био је у браку са сликарком Џоја Ратковић-Гавела.
Преминуо је у Бечу 30. јуна 1999. године.
Године 2008. је изашла монографија о Душану Гавели коју су писали Никола Кусовац и Петар Петровић.

## Стваралаштво
Душан Гавела је налазио инспирацију у делима познатих европских сликара Хијеронима Боша и Салвадора Далија. Домаћи узори су му били прослављени југословенски Парижани Дадо Ђурић и Љуба Поповић, а на његово стваралаштво је велики утицај имала и група уметника Медиала.
Стваралаштво Душана Гавеле се карактерише чврстим, прецизним и енергичним цртежом.

### Самосталне изложбе
Рад Душана Гавеле је изложен на следећим самосталним изложбама:
- 1971. — Београд, Галерија Коларчевог народног универзитета,
- 1985. — Београд, Галерија Културног центра, 2-15. септембра,
- 1988. — Пожаревац, Мала графичка галерија Народног музеја, 2-19. јун,
- 1991. — Земун, Уметничка галерија „Стара капетанија“, 9-21. априла,
- 1992. — Београд, Галерија код Крунића (са М. Ћоковићем Тикалом),
- 11. април — 1. мај; 1992. — Нови Сад, Атеље-галерија „Опух“,
- 1996. — Беч (са Џојом Ратковић-Гавела), 3-18. октобра,
- 2001. — Београд, Народни музеј, цртежи, Кабинет графике, 12. јуни,
- Салон Музеја савремене уметности, слике,
- 2002. — Ваљево, Модерна галерија, цртежи и слике, 1. јуна - 5. јула.

## Награде и признања
Душан Гавела је добитник следећих награда и признања:
- 1966. — Италија, трећа награда за сликарство на Међународној изложби,
- 1975. — НЕВЕН, Републичка награда за илустровану књигу,
- 1977. — Београд, Плакета УЛУПУДС-а на изложби „Златно перо“,
- 1979. — Београд, награда "Драгослав Стојановић Сип“ на изложби Златно перо,
- 1981. — Београд, Повеља за цртеж на изложби у Галерији НУ „Браћа Стаменковић“,
- 1985. — Београд, Годишња награда УЛУПУДС-а за стваралачке резултате у 1985. години,
- 1986. — Сарајево, Скендерија, III награда на изложби илустрација,
- 1989. — Пожаревац, Друга награда за сликарство на Бијеналу Милене Павловић - Барили.